# قلب أنبوبي

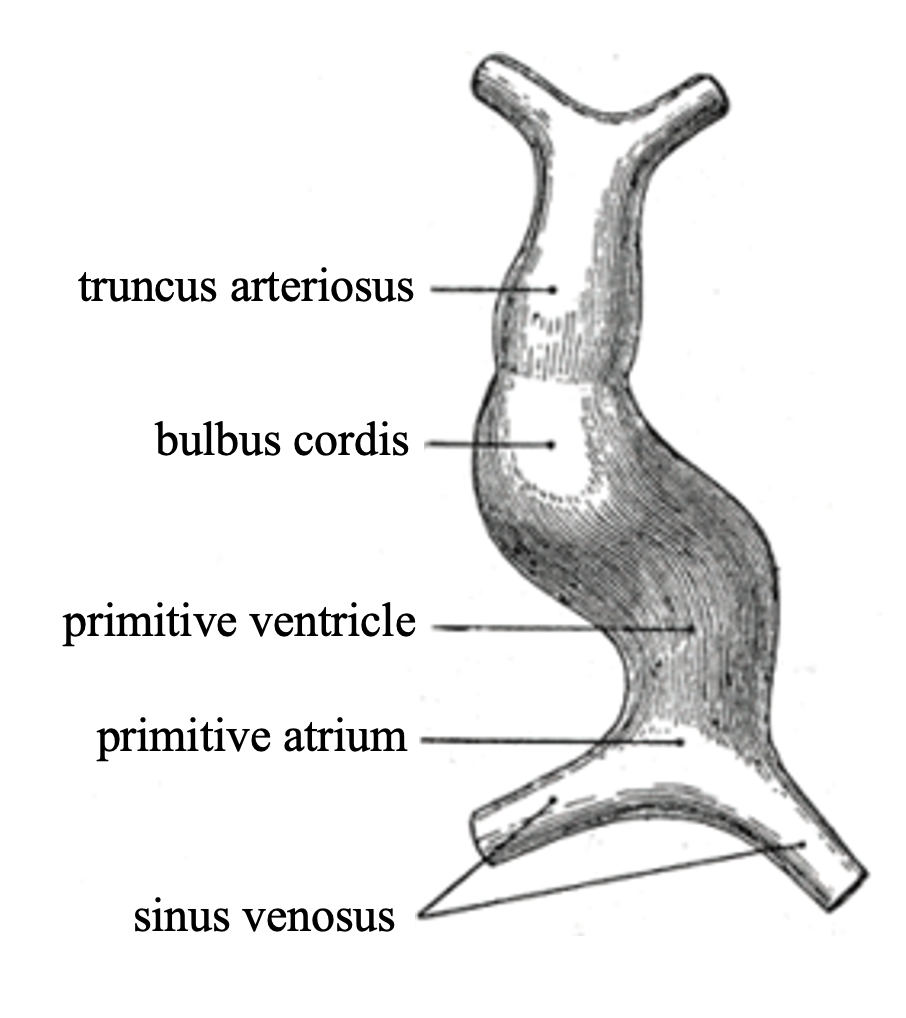
رسم تخطيطي يوضح الحالة الأنبوبية البسيطة للقلب.

القلب الأنبوبي، أو الأنبوب القلبي البدائي (بالإنجليزية: Tubular heart)‏ يمثل المرحلة الأولى من تطور القلب. يُعد القلب أول عضو يتطور خلال مراحل نمو الجنين البشري.
يتكون القلب الأنبوبي من المدخل إلى المخرج من: الجيب الوريدي، الأذين البدائي، البطين البدائي، البصلة القلبية، والجذع الشرياني. يتحول الجيب الوريدي إلى جزء من الأذين الأيمن ويحتوي على الناظم القلبي الأساسي. بينما يتطور الأذين البدائي والبطين البدائي ليصبحا الغرف العلوية والسفلية للقلب. تتشكل البصلة القلبية لتكون جزءًا من البطين الأيمن، في حين ينقسم الجذع الشرياني إلى الأوعية الرئوية والأبهرية التي تنقل الدم بعيدًا عن القلب. يتدفق الدم في هذه المرحلة بفعل انقباضات، وتختلف هذه العملية عن تدفق الدم في قلب الإنسان البالغ.
يتكون القلب الأنبوبي أساسًا من الأديم المتوسط الحشوي، وهو نسيج جنيني يتطور ليشكل عدة هياكل رئيسية في الجسم. يشتمل القلب الأنبوبي على ثلاث طبقات أساسية ضرورية لوظيفة القلب السليمة، وهي مماثلة لتلك الموجودة في قلب الإنسان البالغ: البطانة الغشائية، الكتلة العضلية، والسطح الخارجي. تعمل البطانة الغشائية كحاجز بين الدم والأنسجة المحيطة، بينما تحتوي الكتلة العضلية على العضلة القلبية التي تنقبض لضخ الدم، في حين يوفر السطح الخارجي غطاءً واقيًا للقلب.